# Århusgade
Århusgade er en gade på Østerbro og i Nordhavnen i København. Den begynder som en sidegade til Østerbrogade og fortsætter hen over Strandboulevarden, Østbanegade og under jernbanesporene til Kalkbrænderihavnsgade. Efter at være afbrudt af en byggeplads fortsætter den gennem Århusgadekvarteret til Helsinkigade.
Gaden er opkaldt efter Danmarks næststørste by, den østjyske havneby Aarhus.

## Østerbro

### Historie
Århusgade øst for Løgstørgade hed tidligere Fortunagade, opkaldt efter Fortuna-fabrikken, der lå på gaden. Fabrikken lavede sprit og lå øst for Strandboulevarden. Gaden blev anlagt i 1885, bl.a. efter ønske fra fabriksejeren Hans Just, der ønskede at hans fabrik og havnen bag den skulle forbindes med Østerbrogade. Hans virksomhed af samme navn eksisterer stadigvæk. Hans Justs navn ses stadig på den store bygning på nr. 88, der med sit mærkelige tårn i folkemunde er døbt ”Koldinghus”.
Navnet Århusgade kom til i 1886. Navnet indgår i en lang række gader i kvarteret, der har navne efter danske købstæder og andre større byer. De jyske gadenavne findes overvejende i området mellem Nordre Frihavnsgade og Århusgade. Stadskonduktør Thorvald Krak var manden bag det monotone navnesystem. Inspirationen kom dog fra Faksegade, der var blevet navngivet af den lokale grundejer C.F. Garde i 1880.
Århusgade ligger på det gamle areal kaldet ”Slagtervangen”. På hele stykket fra Nøjsomhedsvej og helt op til Svanemøllen lå frem til 1850'erne kun Slagtervangen på dette stykke. Det var Københavns Kommune, der ejede stykket, men det blev lejet ud til byens slagterlaug, der her lod sine dyr fede op, før de blev slagtet til glæde for københavnerne.
Fra 1777 blev Ny Kalkbrænderi placeret på den trekantede grund, med legepladsen der afgrænses af nuværende Århusgade, Løgstørgade og Strandboulevarden. Bygningen blev først nedrevet i 1915. Et lille, uanseligt relief af brænderiet ses i øvrigt over facaden til porten mellem Korsørgade 29 og 31, lige i nærheden, omtrent hvor porten fra syd ind til brænderiet lå.
Den nuværende Århus Plads med legepladsen, udgøres af 3 opgange i ejendommen Femkanten, svarer til haven der lå foran Ny Kalkbrænderis hovedbygning.
Omkring Viborggade og nord herfor blev der fortrinsvis opført boliger til arbejderstanden, i modsætning til de mere herskabelige bebyggelser op langs Østerbrogade. Arbejderboligerne blev dog – på baggrund af byggeloven af 1875 – opført i en noget bedre kvalitet end arbejderboligerne på Vesterbro og Nørrebro. Arbejderne søgte til den nyopståede industri i området, fx Hans Justs spritfabrik, ”Kryolitten” og også Havnen aftog mange folk.
Ved Århusgade – bl.a. omkring nr. 102 – lå den såkaldte ”De fattiges Dyrehave”. I virkeligheden strakte dette område – der var en konkurrent til den ”rigtige” Dyrehave – sig fra Århusgade i nord til Vejlegade i syd. De forskellige etablissementer havde deres storhedstid i anden halvdel af 1800-tallet. Fra teltbeværtninger serveredes brændevin fra den nærliggende spritfabrik til arbejdere og bådførere fra kalkbrænderiet m.v. Stedet var især søgt af ”søens folk”, og det havde derfor også et vist ry. Der var dog også forlystelser i form af karruseller, keglebaner og lignende for mere almindelige mennesker, der ikke havde råd til at tage til Bakken og slet ikke betale entréen til Tivoli. I 1876 lå der 25 lysthuse i haven. Omkring 1. verdenskrig var stedet forsvundet.
På en gåtur ned ad Århusgade i 1950'erne ville man opleve at hav af småhandlende i kælder- og stueniveauet. I nr. 1 lå der fx et mejeri samt restaurationen ”Aarhuskroen”, i nr. 3 et vaskeri og en kjoleforretning, 13 ”Tri-Sko”, 19 mejeri, 21 cykelhandler, 23 ”Aarhusgades Fiskehalle” og Frisørsalon ”Michelle”, 25 en buntmager, 29 cigarhandler, 37 ”Frühstücks Cykelimport”, 39 købmand, 41 centralvaskeriet, 43 isenkræmmer og skiltefabrikant, 79 viktualiehandler, 81 mejeri, 83 ”Aarhus-Kiosken” og damelingeri, 85 mejeri, 91 rulleforretningen ”Grano”, 91 skibsprovianteringshandlen ”Baltic”, 99 restaurationen ”Café 99” og i nr. 105 endnu en cigarhandler.
På den anden side af gaden, i de lige numre, ville man tilsvarende kunne finde, i nr. 4 endnu en cigarhandler, i nr. 6 en frugthandler, 8 manufakturforretning, 12 barnevognsfabrikant, 18 strømpeforretning, 20 frugthandel og sæbehandel, 36 kaffeforretningen ”Røde Mølle”, 38 slagter og trikotagehandel, 40 frugthandel, 44 trikotagehandel, 46 rulleforretning og vinduespolering, 48 restaurationen ”Café 48”, 50 glarmester, 62 viktualiehandel, 64 cigarhandel og manufakturhandel, 76 ”Østerbros Laasespecialist”, 80 Smør- og kaffehandel, 82 frugthandel og skotøjsforretningen ”Mignon”, 84 cigarhandel, 86 trikotagehandelen ”Blaa Æske”og i nr. 88 havde en masse forskellige industri adresse.
Det er altså tydeligt at se, at klientellet var mere folkeligt er her end i fx Østbanegade. Der fandt man ingen buntmagere, pelsavlere og fiskeforretninger. Det gjorde man her, inklusive industri og småfabrikker og temmelig mange værtshuse og restaurationer.

### Kæmpebrand i Femkanten
En pyroman fik den 16. juni 1969 lyst til at se ild. Han har sikkert fået sin lyst styret, for branden, der blev påsat ved et pulterrum i Femkantens stærkt trafikerede tagetage, kunne ses vidt omkring, da meterhøje flammer slog i vejret, i den største tagbrand siden 2. verdenskrig, og ilden løb hele vejen rundt langs med tagkonstruktionen i de 5 gader ejendommen ligger ud til. Slukningsarbejdet medførte enorme vandskaber.
I stedet for at føre tagetagen tilbage til sit oprindelige formål med pulterkamre blev den indrettet til beboelse som taglejligheder. Lejlighederne er meget forskellige både i størrelse og konstruktion, idet de bl.a. er bygget op omkring eksisterende rør og faldstammer. Disse taglejligheder med indskudte etager er i øvrigt blevet præmieret af Københavns Kommunes Kulturfond.

### Århusgade i dag
I dag er Århusgade ligeså ”fin” som sine nabogader, der er endda flere småforretninger og liv end i flere af de andre nærliggende gader. For enden af Århusgade ses havnens siloer og silhuet. Det er få gader på Østerbro, hvorfra det kan fornemmes at der ligger havn og kyst så tæt på som det reelt gør.
Et af træerne på Århus Plads hævdes at være helt fra Kalkbrænderiets tid. På Århus Plads lå der fra 50'erne til slut 90'erne en kaffebar i nr. 6.

### Nævneværdige bygninger i gaden
- Nr. 43, 5. sal: Her boede tidligere kunstmaleren Ingolf Olufsen.

- Nr. 88: Hans Justs Hus. Grosserer og vinhandler Hans Justs firma har sit hovedkontor og pakhus.

- Nr. 101: En af Københavns Kommunes gamle sporvognsremiser, Århusgade Remise, opført for De kjøbenhavnske Sporveje 1900-02, tegnet af Vilhelm Friederichsen og ingeniør Johansen. Her er i dag en sportshal, hvor man bl.a. kan spille badminton og basketball, og huset har funktioner som medborgerhus med mødelokaler og en lille café m.v.

## Århusgadekvarteret
Øst for Kalkbrænderihavnsgade fortsætter Århusgade som en af hovedgaderne i det kvarter, det har lagt navn til, Århusgadekvarteret. Indtil 2014 indgik området i Københavns Frihavn med begrænset adgang for offentligheden. Ved indkørslen lå i sin tid den vestre toldvagt i nr. 115A (den østre lå på Redmolen) og overfor i nr. 117 lå toldkontoret. De mistede dog deres betydning i 1990'erne, da gaden blev afbrudt ved indkørslen, og de blev revet ned omkring 2013. Inde i frihavnen fortsatte gaden et stykke frem til et kryds med Jernvej, de nuværende Bilbaogade og Sassnitzgade.
I 2011 blev der vedtaget en lokalplan med henblik på at omdanne kvarteret til en ny bydel med 2.400 indbyggere 1.700 arbejdspladser. Planerne omfattede blandt andet en forlængelse af Århusgade til Lüdersvej, den nuværende Helsinkigade, hvortil kom anlæg af flere nye gader. Københavns Kommunes Vejnavnenævnet ønskede i den forbindelse, at følge traditionen med at give gadenavne efter et bestemt tema, i dette tilfælde internationale havnebyer, og det både for de nye gader og en række af de eksisterende. Århusgade fik dog lov at beholde sit navn, da Aarhus som havneby i forvejen passede ind i temaet. Indstillingen blev godkendt på Teknik- og Miljøudvalgets møde 21 januar 2014 med virkning fra 1. marts 2014.
Selve bebyggelsen er en blanding af gammelt og nyt. Langs den gamle del af gaden ligger der flere bevaringsværdige bygninger fra frihavnens tid i kvarteret Den røde by, som har fået lov at blive stående. En af de mere bemærkelsesværdige er det tidligere hovedkvarter Russisk Dansk Handelskompagni fra 1918. Den røde neo-barokke bygning blev senere overtaget af Riffelsyndikatet og er nu en del af et større femfløjet kompleks på hjørnet af Billedvej.

### Nybyggeri og ombygninger
På den nordlige side af Århusgade blev de hidtidige pakhuse mellem Rostockgade og Sassnitzgade ombygget til en karre af gårdhavehuse og en gruppe rækkehuse, der er adskilt af Kielgade, men som begge lyder navnet Frikvarteret. I praksis var ombygningen, der blev foretaget af ejendomsselskabet Tetris i 2014-2015, dog så omfattende, at det stort set kun er nogle få gavle og facader ud mod Rostockgade og Sassnitzgade, der har overlevet. På hjørnet af Århusgade og Rostockgade opførtes desuden et lejlighedsbyggeri, der fik navnet Det grønne hjørne, fordi der på sigt skal vokse blandt andet vildvin og blåregn op ad facaden.
På den anden side af Sassnitzgade opfører Domea København karreen Orienten med 134 almene boliger med grønne fællesarealer, en integreret institution og butikker ud mod Århusgade. Karreen er tegnet af Dorte Mandrup Arkitekter og KHS Arkitekter og bliver beklædt med røde, brune og grå tegl og pladematerialer passende til kvarteret. Byggeriet finder sted i 2017-2019.
På den sydlige side af gaden ligger karreen Central Park, der blev opført af KPC og Danica Ejendomme efter tegninger af Årstiderne Arkitekter i 2015-2016. Karreen ligger som en overgang mellem nybyggeriet i kvarteret og de ældre ejendomme i Den røde by, som arkitekterne har ladet sig inspirere af. Trods navnet ligger den ikke ved en park, men til gengæld støder den på den modsatte side op til en lille plads med træer og en legeplads.
Ved siden af på den anden side af Travemündegade ligger boligbebyggelsen Havnehuset, der blev opført af Kuben Byg og Casa Nord efter tegninger af Tegnestuen Vandkunsten i 2014-2015. Boligbebyggelsen var den første af sin slags i Århusgadekvarteret og rummer butikker, 50 lejligheder, privat gårdmiljø i første sals højde og fælles taghaver. Næsten alle lejligheder har altaner, men trods bygningens navn har de færreste beboere udsigt til havnen på grund af omkringliggende byggeri. Til gengæld kan beboerne prale af at have været de første til at flytte ind det nye kvarter, hvilket skete fra 30. april 2015.
Helt mod øst ved Helsinkigade ligger en tidligere foderstofsilo, der i sin tid blev benyttet af DLG. Den blev ombygget til et boligtårnet Frihavns Tårnet (arbejdsnavn: Kornaksen) med ca. 80 lejligheder af Boll+ efter tegninger af Praksis Arkitekter i 2014-2016. Ved ombygningen blev der lagt vægt på at bevare bygningens rå struktur med usædvanligt højt til loftet og referencer til den tidligere funktion som silo. Sammen forsynedes bygningen imidlertid også med syd- og vestvendte karnapper og altaner, hvor beboerne øverst kan nyde en udsigt over kvarteret og København i øvrigt fra ca. 50 meters højde.

### Pladser
På hjørnet af Southamptongade ligger der en byggeplads for en afgrening af metroen Cityringen, der får en station under den kommende Nordhavn Plads her. Banen og stationen forventes at åbne i 2020, hvorefter der skal der bygges erhvervsejendomme i området. Nordhavn Plads selv bliver indrettet som forplads til metrostationen med opholdssteder og muligheder for aktivitet og afslapning.
Skråt overfor på den sydlige side er det meningen, at der skal etableres et mindre byrum ved navn Århus Torv i tilslutning til Den røde by. Den endelige udformning er endnu ikke afklaret, men den vil hænge sammen med brugen af de tilstødende bygninger.